# Bergspartiet
Bergspartiet (BE) var ett lokalt politiskt parti i Bergs kommun.

## Historik
Bergspartiet bildades den 3 december 2001 av lantbrukaren Olle Nord. Han hade tidigare varit kommunalråd för Centerpartiet i 14 år (1984–1998). I sitt första val 2002 fick Bergspartiet 41,37 procent av rösterna och inledde ett samarbete med Folkpartiet och Socialdemokraterna. Folkpartiet hoppade dock av samarbetet några månader innan valet 2006.
I valet 2006 backade Bergspartiet kraftigt och fick 28,88 procent av rösterna och sammanlagt 11 mandat. Partiet var dock fortfarande det största och efter valet splittrades partiet i fråga om vem man skulle samarbeta med. På ena sidan stod grundaren Olle Nord och det dåvarande kommunalrådet och partiordförande Monica Hallquist som bägge ville fortsätta samarbetet med Socialdemokraterna. På den andra sidan stod först och främst Lena Olsson (som fick flest personröster inom Bergspartiet och hela Bergs kommun). Efter en intern omröstning beslutades det att Bergspartiet skulle samarbeta med "Regnbågsalliansen" (c)+(m)+(kd)+(v). Olsson blev utsedd till kommunalråd, Nord lämnade partiet och politiken och Hallquist lämnade Bergspartiet och blev socialdemokrat. 2009 fick Bergspartiet en ny ordförande, då kommunalrådet Lena Olsson lämnade över ordförandeposten till Moa Andersson för att kunna lägga mer tid på uppdraget som kommunalråd.
I valet 2010 backade Bergspartiet ytterligare och fick 10,84 procent av rösterna, vilket resulterade i 3 mandat i Bergs kommunfullmäktige.
I april 2014 meddelade partiet att man inte skulle ställa upp i valet i september 2014 och att partiet skulle läggas ner.
I valet 2022 ställde partiet Nya Bergspartiet upp och fick 3,48 % av rösterna och ett mandat i kommunfullmäktige. En av partiets huvudfrågor var motstånd mot byggandet av en ny vindkraftspark.

## Valresultat

### Bergspartiet
| År   | Röster | %     | Mandat   |
| ---- | ------ | ----- | -------- |
| 2002 | 1 959  | 41,37 | 16 av 39 |
| 2006 | 1 256  | 28,22 | 11 av 39 |
| 2010 | 496    | 10,84 | 3 av 39  |

### Nya Bergspartiet
| År   | Röster | %    | Mandat  |
| ---- | ------ | ---- | ------- |
| 2022 | 158    | 3,48 | 1 av 31 |